# Takara (företag)
Takara Co., Ltd. (株式会社タカラ) var ett japanskt leksaksföretag grundat 1955. I mars 2006 fusionerades företaget med Tomy-bolaget begränsat till att bilda Takara Tomy. Takara-mottot var 遊びは文化」("spela är kultur").

### Fotnoter
1. ↑  hämtat från: portugisiskspråkiga Wikipedia.[källa från Wikidata]
2. ↑  hämtat från: engelskspråkiga Wikipedia.[källa från Wikidata]